# 윌리엄 서로이언
윌리엄 서로이언(영어: William Saroyan, 1908년 8월 31일 ~ 1981년 5월 18일)은 미국의 소설가, 극작가다.

## 생애
윌리엄 서로이언은 1908년 8월 31일에 캘리포니아주 프레즈노에서 아르메니아계 미국인인 아르메나크 서로이언과 타쿠히 서로이언 부부의 아들로 태어났다. 아르메나크와 타쿠히 서로이언 부부는 오스만 제국의 지배를 받고 있던 터키 비틀리스에서 미국 뉴욕으로 이주했다. 그의 아버지였던 아르메나크 서로이언은 1905년에 미국 뉴욕으로 이주한 이후에 아르메니아 사도교회에서 활동했다.
3세 시절에 아버지가 사망하면서 윌리엄 서로이언은 자신의 형제, 자매와 함께 캘리포니아주 오클랜드에 위치한 고아원으로 보내졌다. 윌리엄 서로이언은 나중에 출간된 자신의 저서에서 고아원에 대한 자신의 경험을 묘사하게 된다. 5년 뒤에는 그의 어머니였던 타쿠히 서로이언이 프레즈노에 위치한 통조림 공장에서 일하게 된다. 윌리엄 서로이언은 샌프란시스코 전보 회사에서 사무실 관리자와 같은 일을 하면서 교육을 계속 받았다. 
윌리엄 서로이언은 자신의 어머니에게서 받은 자신의 아버지가 쓴 글을 본 이후에 작가가 되기로 결심했다. 그의 문학 활동 초반에 공개된 단편 소설 가운데 일부는 캘리포니아주에서 발행된 월간 잡지 《오벌랜드 먼슬리》(Overland Monthly)에 게재되었다. 1930년대에는 자신의 첫 문학 작품이 공개되었고 1933년에는 아르메니아어 주간 잡지 《하이레니크》에 시라크 고랸(Sirak Goryan)이라는 필명으로 발표한 단편 소설 《부서진 바퀴》(The Broken Wheel)를 게재했다. 1940년에는 아르메니아계 미국인 과일 재배자들의 일상과 자신의 어린 시절의 경험을 결합한 단편 소설 《내 이름은 아람》(My Name is Aram)을 발표했다.
1939년에는 희곡 《내 마음은 고지에》(My Heart's in the Highlands)를 발표하면서 극작가로도 활동했다. 이 작품은 아르메니아계 미국인 가정에서 태어난 소년에 관한 1막극으로서 물질적인 세상에서 시적 정신을 노래하고 있다. 1939년에는 사랑과 광명이 역경을 극복한다는 낙관적인 주제를 담은 브로드웨이 연극 《내 인생의 시간》(The Time of Your Life)을 통해 명성을 높였고 1940년에는 퓰리처상 희곡 부문을 수상하게 된다. 제2차 세계 대전 시기에는 미국 육군에서 복무했다.
1943년에는 소설 《인간의 희극》(The Human Comedy)을 발표했고 같은 해에 클래런스 브라운(Clarence Brown) 감독에 의해 영화화되었다. 이 작품은 1943년에 아카데미상 원작상을 수상하게 된다. 낙관주의와 새로운 극작술을 결합한 희곡 작품을 발표했고 1979년에는 미국 연극 명예의 전당에 헌정되었다.

## 사생활
윌리엄 서로이언은 1943년에 뉴욕 출신의 여자 배우인 캐럴 그레이스(Carol Grace)와 결혼하여 슬하에 2명의 자녀를 두었다. 첫째 아들인 애럼 서로이언(Aram Saroyan)은 작가로 활동하여 그의 아버지에 관한 책을 집필했다. 둘째 딸인 루시 서로이언(Lucy Saroyan)은 배우로 활동했다. 윌리엄 서로이언은 1940년대 후반에 도박, 음주로 인해 파경을 맞았고 1949년에 유럽 여행 도중에 이혼하게 된다. 이들 부부는 1951년에 재혼했지만 1952년에 다시 이혼하게 된다.
1981년 5월 18일에 캘리포니아주 프레즈노에서 향년 72세를 일기로 사망했다. 그의 유해는 캘리포니아주에서 화장 처리되었으며 유해의 일부는 아르메니아 예레반에 위치한 코미타스 판테온에 안치되었다. 코미타스 판테온은 아르메니아의 문화계에서 중대한 공적을 남긴 인물들의 유해가 안치된 곳이다.